# The Seventh
The Seventh is de zevende aflevering van het tweede seizoen van de Amerikaanse sciencefictiontelevisieserie Star Trek: Enterprise. Het is de 32e aflevering van de serie, voor het eerst uitgezonden in 2002.

## Verhaal
Op de USS Enterprise wordt overste T'Pol gecontacteerd door iemand uit Vulcan. Er wordt gezegd dat ene Menos is gevonden op drie dagen reisafstand van het schip waar T'Pol zich bevindt. Via Starfleet-admiraal Maxwell Forrest wordt kapitein Jonathan Archer verplicht T'Pol in haar geheime missie te ondersteunen. Archer doet dit nadat T'Pol belooft meer prijs te geven over haar missie. Zij vertelt dat deze Menos een voormalig Vulcaans agent is die samen met vijf anderen niet terugkwam van een missie en sindsdien als smokkelaar door het leven gaat. Eerder had T'Pol de leiding over de opsporing van deze zes personen. Menos is de enige die ze toentertijd niet heeft kunnen vinden. Daarom heeft het Hoge Commando van Vulcan haar gevraagd de laatste voortvluchtige op te pakken. 

Als de missie nog amper onderweg is, wordt Menos al opgepakt in een bar. Echter lijkt het er na doorzoeking van zijn schip op, dat hij zich niet bezighoudt met criminele activiteiten. Hij probeert succesvol T'Pol te manipuleren hem vrij te laten, maar uiteindelijk gaat ze er niet in mee en arresteert hem opnieuw. Even later blijkt dat wel degelijk biogiffen in het schip aanwezig waren, zij het goed verstopt. De reden dat de manipulatie van Menos in eerste instantie zo succesvol was, is dat T'Pol tijdens haar missie om de zeven voortvluchtigen op te pakken, iemand heeft neergeschoten (er waren er achteraf dus zeven). Deze herinnering was zo traumatisch dat een Vulcaans ritueel om de herinnering te wissen, is uitgevoerd. Echter kwam de herinnering toch boven, doordat ze nu weer zoveel met de zaak bezig was. Menos probeerde op haar resterende schuldgevoel in te praten, uiteindelijk zonder succes.

## Acteurs

### Hoofdrollen
- Scott Bakula als kapitein Jonathan Archer
- John Billingsley als dokter Phlox
- Jolene Blalock als overste T'Pol
- Dominic Keating als luitenant Malcolm Reed
- Anthony Montgomery als vaandrig Travis Mayweather
- Linda Park als vaandrig Hoshi Sato
- Connor Trinneer als overste Charles "Trip" Tucker III

### Gastacteurs
- Bruce Davison als Menos

### Bijrollen

#### Bijrollen met vermelding in de aftiteling
- David Richards als Havenmeester
- Coleen Maloney als Vulcaanse Officier
- Vincent Hammond als alien
- Richard Wharton als Jossen

#### Bijrollen zonder vermelding in de aftiteling
- Adam Anello als bemanningslid van de Enterprise
- Craig Appel als gast in de bar
- Al Burke als gast in de bar
- Solomon Burke junior als bemanningslid Billy
- Marijane Cole als Vulcaanse verpleegkundige
- Gregory Hinton als gast in de bar
- Aldric Horton als bemanningslid van de Enterprise
- Amina Islam als bemanningslid van de Enterprise
- John Jurgens als bemanningslid van de Enterprise
- Marlene Mogavero als bemanningslid van de Enterprise
- Lana Taylor als bemanningslid van de Enterprise
- Mark Watson als bemanningslid van de Enterprise

### Stuntmannen en stuntdubbels
- Lisa Hoyle als stuntdubbel voor Jolene Blalock